# Церковь Святого Николая (Демре)
Церковь Святого Николая в нижних Мирах — церковь святителя Николая Чудотворца, расположенная в Демре (Турция), в древности известном как Мира (Миры). В IV веке епископом города был святитель Николай; здесь же он был захоронен в мраморном саркофаге.

## История
Церковь была построена в IV веке, сразу после смерти святителя Николая Чудотворца. Она была уничтожена землетрясением, и на её месте возвели базилику, разрушенную в VII веке арабами. Современное здание (крестообразная базилика) построено около VIII века.
В дальнейшем, церковь была затоплена водами и грязями реки Мирос. Затопление илом реки Мирос произошло вследствие того, что на данной территории произошло несколько сильнейших землетрясений, в результате чего русло реки Мирос повернуло вспять. Церковь была полностью покрыта грязью и илом, виднелась лишь небольшая часть колокольни. Обнаружена церковь Святого Николая была случайно.
В 1850 году развалины храма посетил русский путешественник А. Н. Муравьёв и возбудил почин по сбору средств на его восстановление (предполагалось создание впоследствии нового центра паломничества). В результате, были куплены руины церкви и прилегающий участок земли. В начале 1858 года начались восстановительные работы, которые вызвали беспокойство во Вселенской Патриархии (территория находится в пределах её юрисдикции), а также у турецких властей. В конце 1874 года российским Святейшим Синодом был дозволен сбор средств для сооружения здесь монастыря (русский посол в Константинополе граф Игнатьев де-факто передал храм в ведение русского Пантелеимонова монастыря на Афоне); образовавшийся «мирликийский капитал» в размере 223 000 рублей в сентябре 1888 года был передан из хозяйственного управления Синода в Императорское Православное Палестинское общество. Ввиду бесперспективности дальнейших усилий, 7 декабря 1910 года означенный капитал был передан Барградскому комитету — на строительство храма Св. Николая в Бари (Италия).
В декабре 2009 года сообщалось, что группа паломников РПЦ, возглавляемая секретарём Московской патриархии по зарубежным учреждениям епископом Егорьевским Марком (Головковым) намерена, среди прочего, совершить богослужение в храме Николая Чудотворца в Мирах Ликийских (Демре). 22 мая 2010 года в базилике архиерейское богослужение совершил архиепископ Екатеринбургский и Верхотурский Викентий (Морарь).
В настоящее время данный храм не является действующей церковью, в нём расположен музей. Четверть от стоимости билета за вход в храм Святого Николая отправляется в фонд на восстановление церкви.

## Описание
Храм представляет собой базилику в форме креста, с одним большим помещением, посередине покрытым куполом с двумя залами по бокам, на севере с маленькой четырёхугольной и двумя комнатками.
Перед входом в церковь расположены внутренний двор и двойной нартекс с крестово-вспарушенными сводами. Стены церкви были украшены фресками XI и XII веков, чьи фрагменты можно различить и сегодня, а пол был выложен мозаиками с геометрическими узорами. В полукруглой части центрального нефа находился синтронон с рядом мест для священников, кафедрой епископа и нижней галереей. Центральный неф отделён от боковых приделов сводчатыми галереями. Крышу церкви изначально венчал купол, во время реставрации заменённый сводом.

## Саркофаг

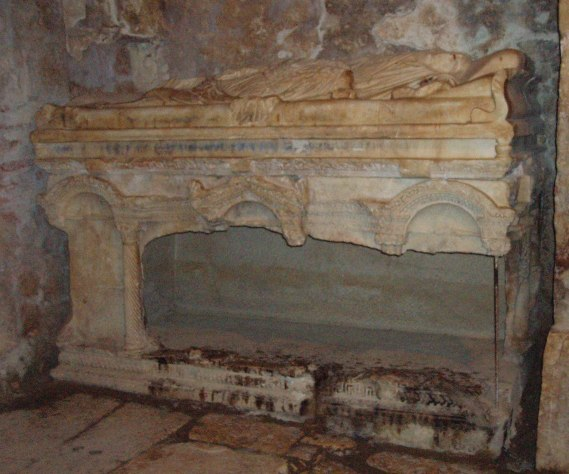
Саркофаг, в котором был похоронен святой Николай

Саркофаг, в котором изначально находились мощи святителя Николая, находится в южном нефе церкви, расположенном между двумя колоннами позади разрушенной мраморной перегородки. В нём, как полагают, и был захоронен святой. Саркофаг изготовлен из белого мрамора, украшен различными рельефами и орнаментом с растительным узором.
В мае 1087 года мощи святителя были вывезены итальянскими купцами в город Бари. Сейчас саркофаг закрыт стеклом.

## Галерея

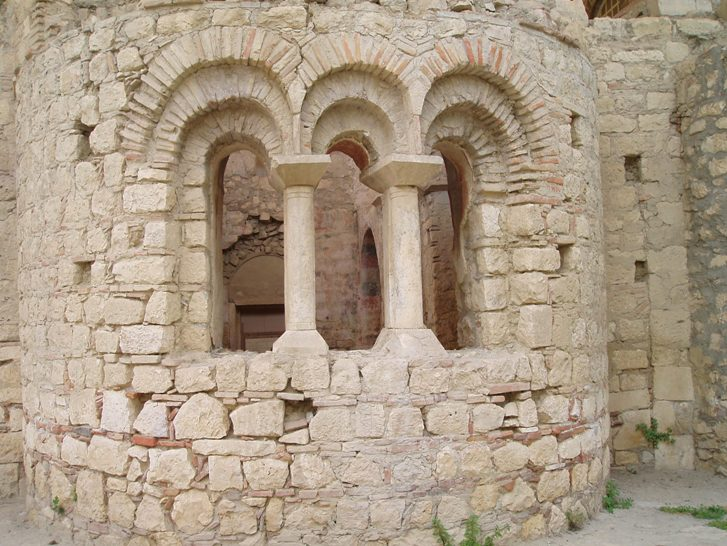
Современное состояние церкви
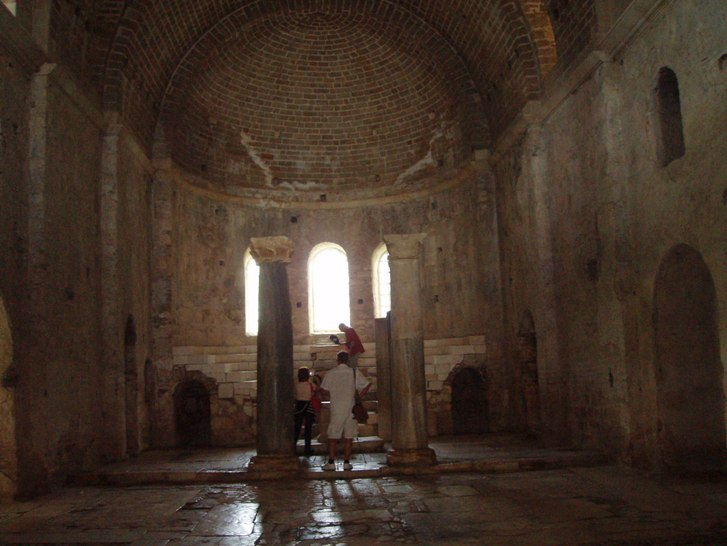
Внутренний вид церкви
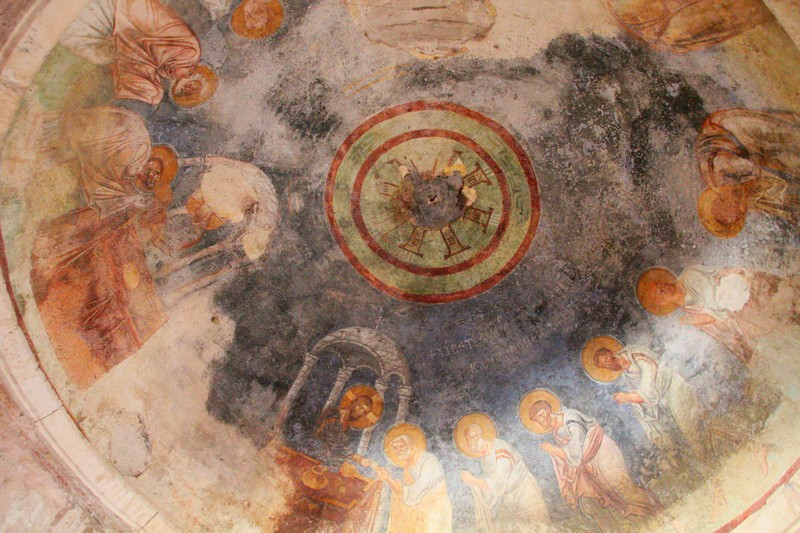
Внутренний вид церкви
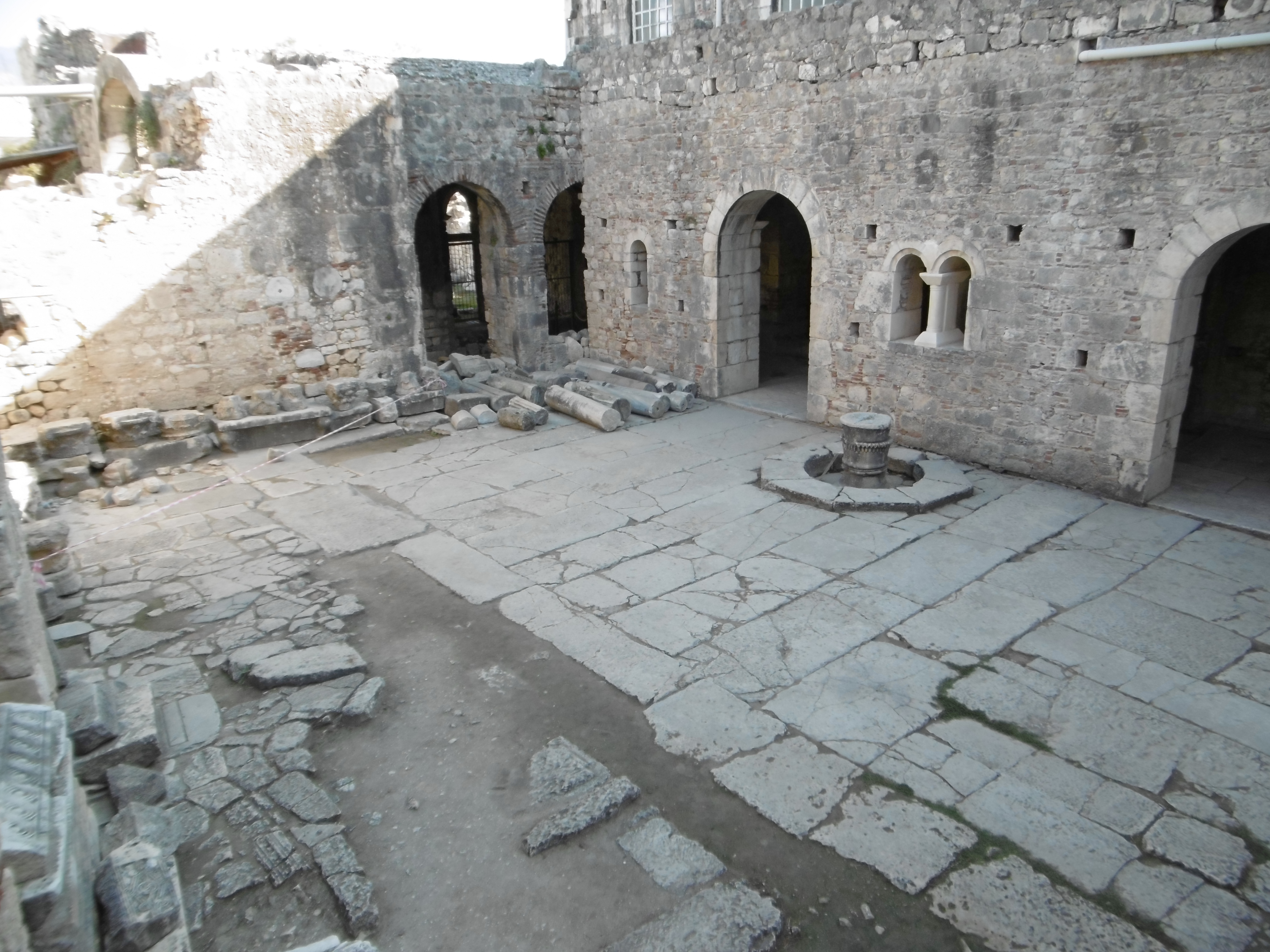
Церковный двор
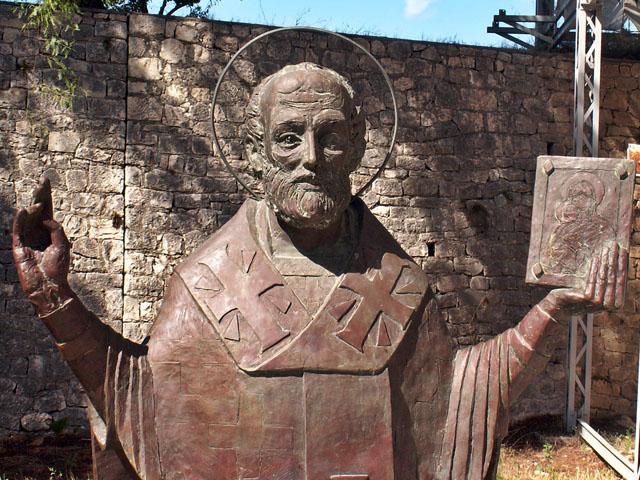
Скульптура Св. Николая у стен церкви
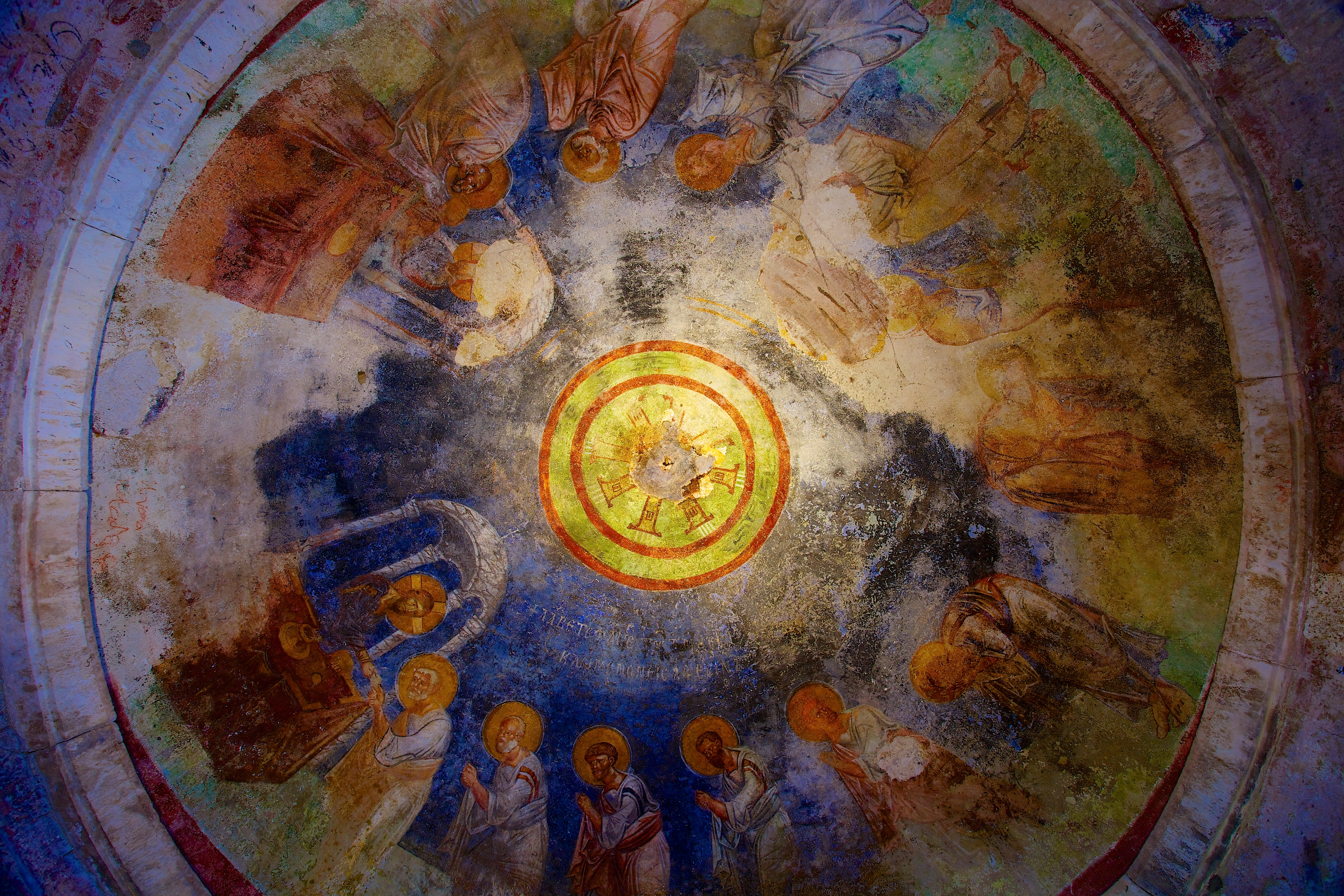
Потолочная фреска